# The People (chanson)
Singles de Common
A Dream
(2006) The Game
(2007)
Pistes de Finding Forever
Start the Show Drivin' Me Wild
The People est une chanson du rappeur Common. C'est le 3e single extrait de son 7e album Finding Forever. Produit par Kanye West, ce morceau fit d'ailleurs sa première apparition sur la mixtape de ce dernier intitulée Can't Tell Me Nothing.

## Production
À l'origine, Common interprétait le hook lui-même mais dans la version définitive, c'est l'artiste de soul Dwele qui le chante ainsi que les chœurs. The People contient des samples de We Almost Lost Detroit de Gil Scott-Heron et de Long Red de Mountain. Kanye West a déclaré avoir voulu rendre un hommage à J Dilla qui, en 2004, avait lui-même samplé Long Red sur Verbal Clap, morceau de De La Soul extrait de leur album The Grind Date.

## Critique et réception
Malgré un classement modeste dans les charts (11e du Bubbling Under Hot 100 Singles et 55e du Hot R&B/Hip-Hop Songs), The People est devenu une des chansons de l'année 2007 les plus acclamées par la critique. Le magazine Rolling Stone l'a d'ailleurs classée numéro 39 des 100 meilleures chansons de l'année 2007 (100 Best Songs of 2007).
The People a reçu une nomination pour la « Meilleure performance solo de rap » (Best Rap Solo Performance) aux 50e Grammy Awards.

## Clip
Le clip a été réalisé par NEON et filmé à Chicago, la ville natale de Common. On y voit le rappeur dans un champ à la périphérie de la ville puis déambulant dans les rues de Chicago.

## Personnel
- Producteur : Kanye West
- Ingénieur du son : Andrew Dawson
- Mixage : Mike Dean
- Claviers : Omar Edwards
- Basse : Derrick Hodge
- Choriste : Dwele